# Urera repens
Urera repens är en nässelväxtart som först beskrevs av Carl Ludwig von Willdenow, och fick sitt nu gällande namn av Alfred Barton Rendle. Urera repens ingår i släktet Urera och familjen nässelväxter. Inga underarter finns listade i Catalogue of Life.